# الحياة البرية في الإمارات

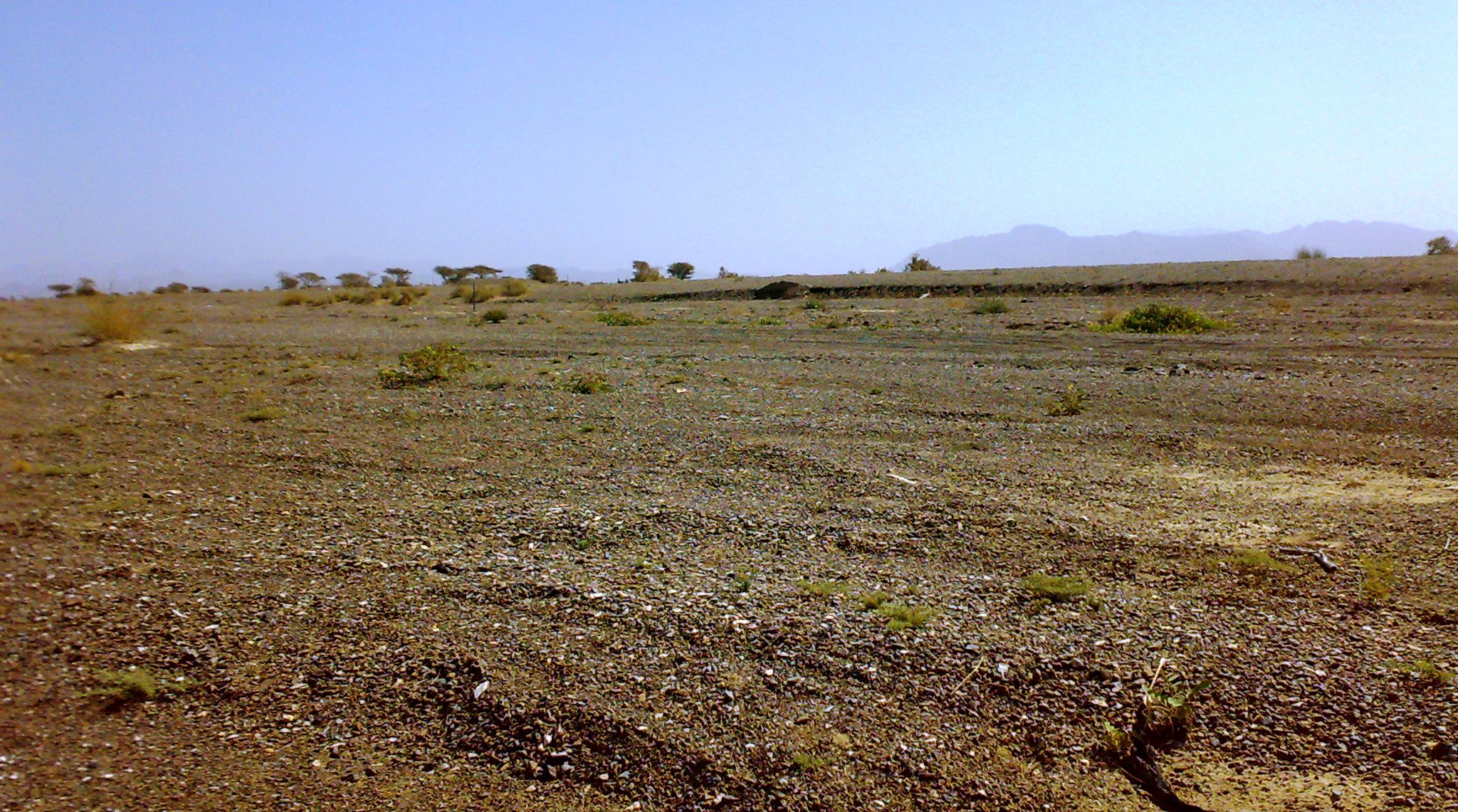
مناظر طبيعية لصحراء حصوية

الحياة البرية في دولة الإمارات العربية المتحدة تتكون من النباتات والحيوانات، يقع هذه البلد على الجانب الشرقي من شبه الجزيرة العربية وفي الطرف النهائي لجنوب الخليج العربي. تقدم البلاد مجموعة متنوعة من الموائل للحياة البرية بما في ذلك السواحل والجزر البحرية ومناطق القُرم والسهول الطينية والبرك الملحية والسهول الرملية والحصى والكثبان الرملية والمنحدرات الجبلية والوديان والقمم الصخرية. وبما أن التضاريس متنوعة للغاية، فإنها تدعم عددًا أكبر من أنواع النباتات والحيوانات عما كان متوقعًا في هذا البلد الصغير نسبيًا.

## النباتات

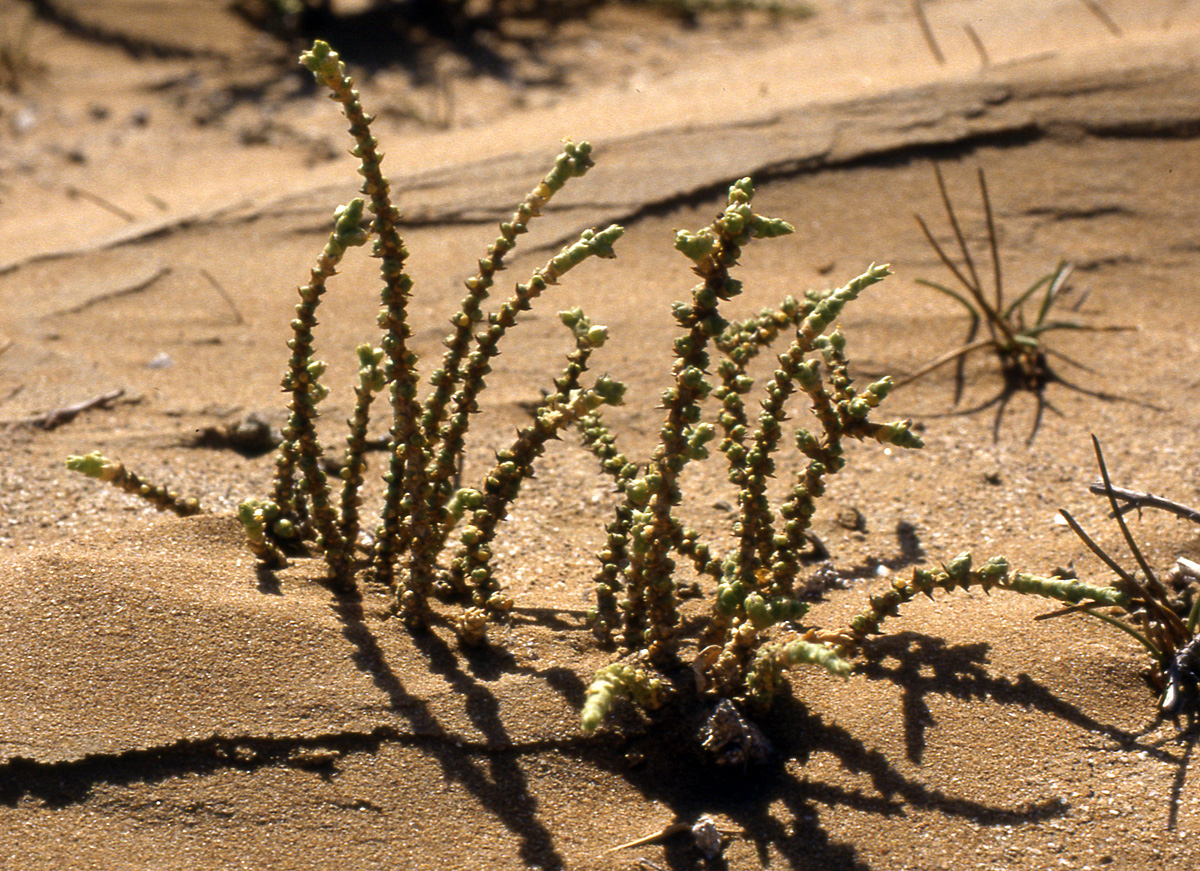
نبات السلي

ترتبط مجموعة كبيرة من النباتات بالعديد من أنواع الموائل في دولة الإمارات العربية المتحدة. أحد هذه الأنواع هي السبخة، وهي منطقة غمرت فيها المياه المالحة اليابسة ثم تبخرت فيما بعد، تاركةً أحواض أملاح قشرية. هذه يحدث في الجزء الغربي من ساحل الخليج ولكن أيضا يحدث بين الكثبان الرملية الداخلية. النباتات الموجودة على حواف المناطق الساحلية هي أنواع تتحمل الملوحة من نباتات فُصيلة الإشنانيات وجنس الرطريط. وفي المواقع الداخلية يسود الهرم القطري جنبًا إلى جنب مع الأعشاب مثل العكرش القصير والثمام المنتفخ. والسهول الرملية الواقعة على طول الساحل من المنطقة السبخية تحتوي على أشجار قزحية عرضية قزمية ونباتات مثل الروثا القرميدية والرطريط المندفلي، وفي البحيرات الساحلية، وفي الخلجان الشرقية، فإن السائد فيها هو القرم البحري.
وتضم السهول الحصوية الواقعة شرقًا، نباتات مثل الحاذ الشوكي، والنزاع (Crotalaria persica)، والعشار الباسق، وعسمط سبارتيا، والذؤنون الأنبوبي والطرثوث. مع ارتفاع الأرض نحو الجبال، تسود أشجار المسكيت التي أصبحت من الأشجار الثابتة في المنطقة، وهي من الأنواع الغازية التي جُلبت من أمريكا الوسطى. تعتبر السهول المحيطة برأس الخيمة في شمال شرق البلاد، الواقعة بين الجبال والبحر، وهي أكثر المناطق المزروعة بكثافة في البلاد. تتميز الجبال بمناخ أكثر برودة وأكثر اعتدالًا، وهنا توجد وفرة من أزهار جبال الألب بين الصخور والمنحدرات والشقوق والشقوق والوديان.

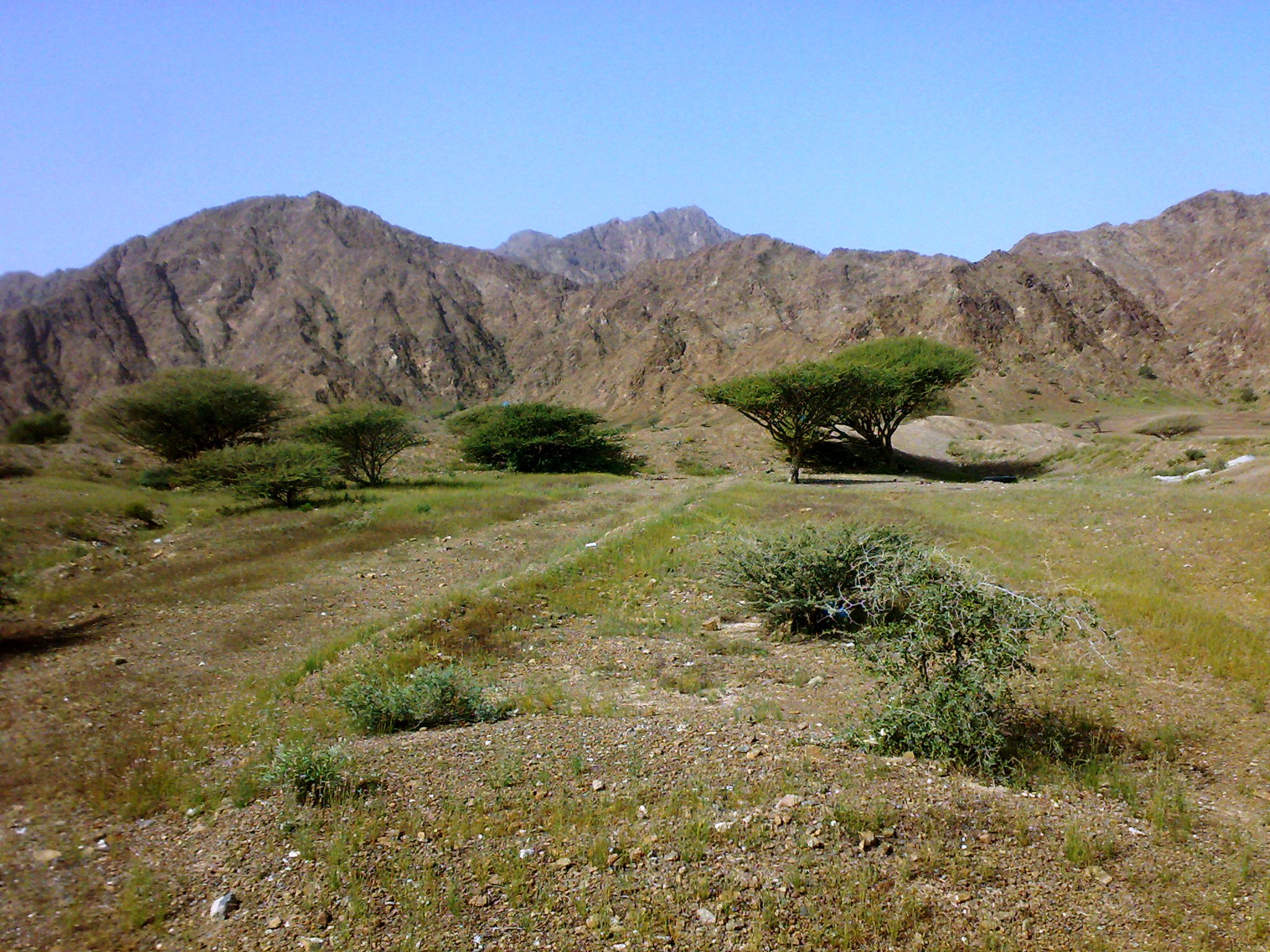
سنط ملتوي في منطقة جبلية تابعة لفجيرة

ويضم جبل حفيت في مدينة العين تنوعًا نباتيًا فريدًا، منها النخل القزم المعروف محليًا باسم الغضف وهو يعد أصيل في جبل حفيت، وشجرة القفص وهُما مهددان بالانقراض. واعتبارًا من 2012 تم تسجيل 170 نوعاً نباتياً في جبل حفيت ما يشكل أكثر من 40% من مجموع الأنواع النباتية المسجلة في إمارة أبوظبي، وحده وادي طربات، الذي يُعد أحد أكبر وأطول وديان جبل حفيت، حيث يضم 95 نوعاً من النباتات.

## الحيوانات
تم تسجيل أكثر من أربعمائة نوع من الطيور في دولة الإمارات العربية المتحدة، مع حوالي تسعين نوعًا من الأنواع التي تتكاثر بانتظام في الدولة، في حين أن التوازن يكون أكثر الشتاء، لطيور المهاجرة أو المتشردة. تقع البلاد على مفترق طرق بين مسارين رئيسيين للهجرة، أحدهما بين المنطقة القطبية الشمالية القديمة وأفريقيا، والآخر بين الشرق الأدنى وشبه القارة الهندية، وتستفيد الانواع المهاجرة من العديد من أنواع الموائل المتاحة.
حوالي 250.000 من الطيور الخوّاضة تزور شواطئ الخليج والسهول الطينية في وقت الذروة للهجرة. ويشمل هذه رسول الغيث الرمادي، وقطقاط الرمل الكبير وقطقاط الرمل الصغير، والحنكور، والقطقاط الاسكندراني ودريجة عريضة المنقار. وتستخدم الكثير من الطيور البحرية الساحل، وخاصة الجزر البحرية. حوالي عشرين إلى ثلاثين في المائة من طائر الغاق السقطري في العالم يوجد في تلك السواحل والجزر، وحوالي 200,000 طائر، يتكاثر في دولة الإمارات العربية المتحدة، لكنها معرضة للتهديد من الصيادين الذين يخشون على مصادر رزقهم. تتكاثر طيور النوارس هنا، كما تفعل طيور الرئيس البحر أحمر المنقار وكذلك العديد من أنواع الخرشنة. خرشنة بيضاء الخدود، والخرشنة البنغالية.
تضم مياه الخليج العربي على طول ساحل أبو ظبي أكبر عدد في العالم من الدلافين الهندية الباسيفيكية.
تتكاثر أعداد كبيرة من العصفوريات في الصحارى، وعلى المسطحات الملحية، والسهول، والكثبان الرملية والجبال. تم تسجيل اثني عشر نوعًا من الأبلق في البلاد بالإضافة إلى الطيور المغردة، وثرثار العالم القديم، والشقراقية، والبلبل، والقبرة الصحراوية وغيرها الكثير. وصقر الغروب الذي يتواجد في فصل الشتاء في كلًا من مدغشقر والإمارات العربية المتحدة. بخلاف هذا، لا يوجد سوى عدد صغير من أنواع الطيور الجارحة؛ عقاب بونلي، الصقر البربري، وعقاب صرارة، والصقر الجراح ونسر أذون.

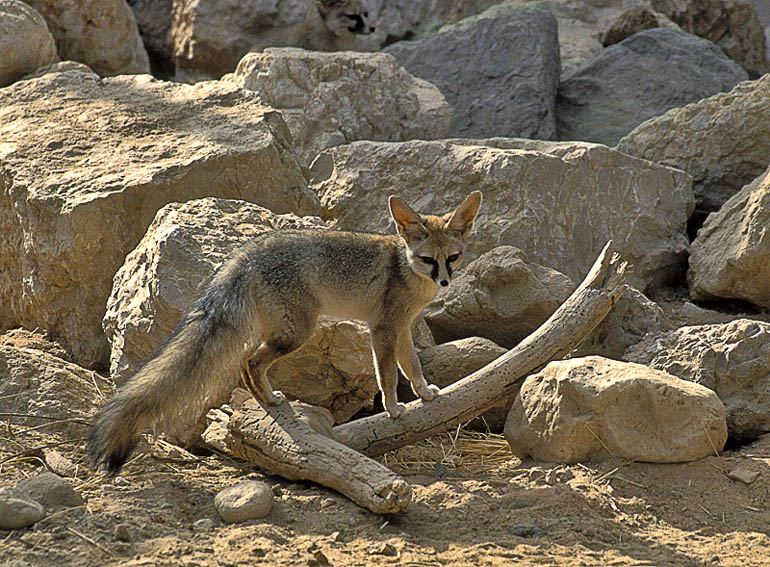
الثعلب الافغاني

كان العديد من الثدييات الكبيرة الموجودة في شبه الجزيرة العربية متكيفة بشكل جيد مع الحياة الصحراوية في التضاريس الوعرة، ولكن تم القضاء عليها من قبل الصيد البشري الجائر في المائة سنة الأخيرة أو نحو ذلك. والصيدالآن محظور في دولة الإمارات العربية المتحدة، ولكن الماعز والحمير البرية وفيرة وترعي رعي عشوائي جائر، مما يقلل من فرصة الغزلان المحلية للتعافي من انخفاض
أعدادها. الثدييات الأرضية الكبيرة التي لا تزال موجودة في دولة الإمارات العربية المتحدة تشمل الطهر العربي والمها العربي وغزال الريم والغزال الجبل. وتشمل الأنواع اللاحمة، الذئب العربي، الضبع المخطط، الثعلب الأحمر، الثعلب الأفغاني، ثعلب روبل، والعناق الأرض، والقط البري العربي، القط الرمال والنمر العربي. وتشمل الثدييات الأخرى وهي أرنب الصحراء البري، والقنفذ الأسود (براندت)، وقنفذ الحبشي، وقنفذ طويل الأذن، ويوجد نوع واحد من الزبابة في الإمارات، الزبابة القزمة التي أُكتشفت في الإمارات عام 2000.

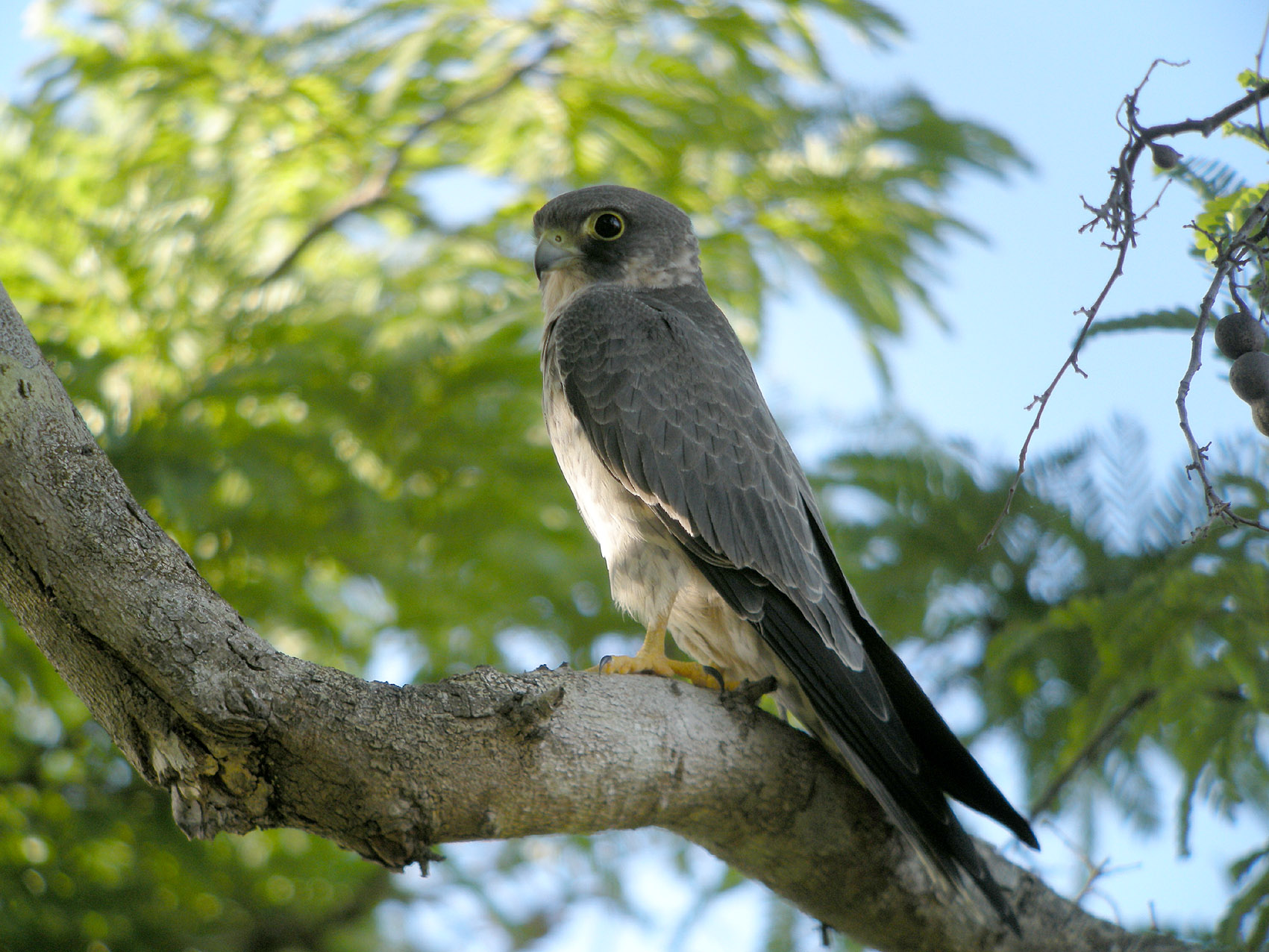
صقر الغروب

يُعثر على خفاش الفاكهة المصري في البلاد خلال معظم فصول العام، ولكنه يتحرك وفقًا لتوافر الفاكهة. وتشمل أنواع من فصيلة الخفافيش ذات الأجنحة الكيسية، وخفاش ذيل الفأر وخفاش الأنف الورقي. وتشمل أيضًا القوارض الصغيرة مثل الاليربوع المصري الصغير، وعضل جيسمان وعضل بلوشي. أما القوارض الأكبر فهي الجرد الليبي والجرد الغليظ الذي يعيش في الموائل الصحراوية. تم العثور على فأر القاهرة الشوكي في الجبال لأول مرة في عام 1995.

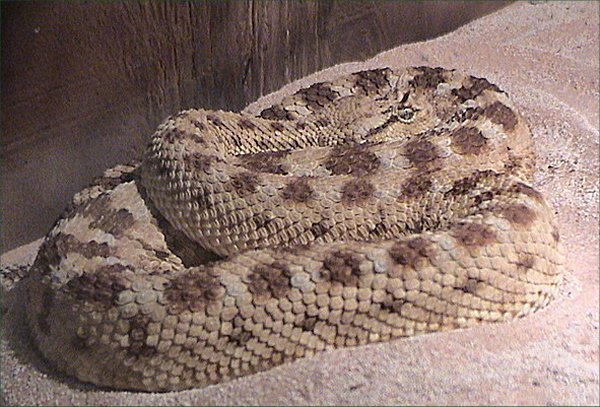
القرناء أو الأفعى ذات القرون

تم تسجيل أكثر من 54 نوعًا من الزواحف الأرضية في الإمارات العربية المتحدة. ويشمل هذه مجموعة كبيرة من السحالي، وجدت في جميع البيئات من الصحراء، إلى المدينة، إلى قمم الجبال، وهناك نوع واحد من السحالي الدودية وأشباهها. هناك ثلاثة عشر نوعًا من الأفاعي الأرضية، بعضها كبير مثل أفعى الرمل، الحارية، والقرناء، وأربعة أنواع من ثعابين البحر بالإضافة إلى السلاحف البحرية الخضراء الموجودة في الخليج العربي. هناك نوعان من البرمائيات في دولة الإمارات العربية المتحدة، العلجوم العربي والعلجوم الظفاري وهو حيوان ليلي وأكثر شيوعًا.
تأسس مركز التربية للحياة البرية العربية المهددة بالانقراض (BCEAW) في عام 1998 وتم بناؤه في الأصل لتربية الحيوانات البرية المهددة، ثم تحول بعد ذلك إلى مركز للبحوث والمحافظة على النباتات والحيوانات المحلية في المنطقة.

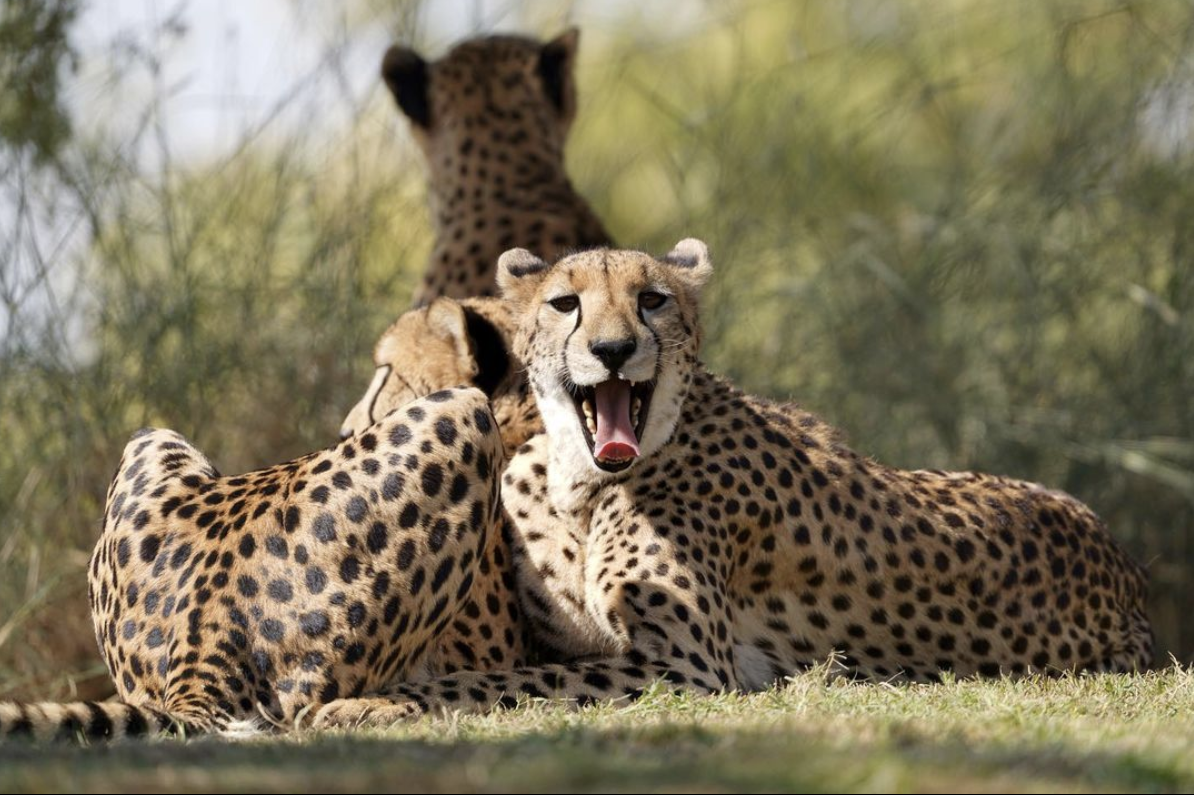
حديقة حيوانات العين

## متنزه العين للحياة البرية
هي حديقة مساحتها 900 هكتار في مدينة العين التابعة لإمارة أبو ظبي شهدت الحديقة ولادة 545 مولوداً، 40% منهم من الأنواع ذات الأولوية في برامج الحفظ ومن بينها ولادة 21 من المها الإفريقي (أبوحراب)، وهو نوع من الظباء المنقرضة في البرية، واستمر برنامج الحفظ الخاص بقط الرمال العربي، حيث نقلت الحديقة معظم القطط إلى مرفق خاص يعزز بيئة التكاثر ويدعم الحفظ المستدام لهذا النوع النادر.